# Вороново (смт)

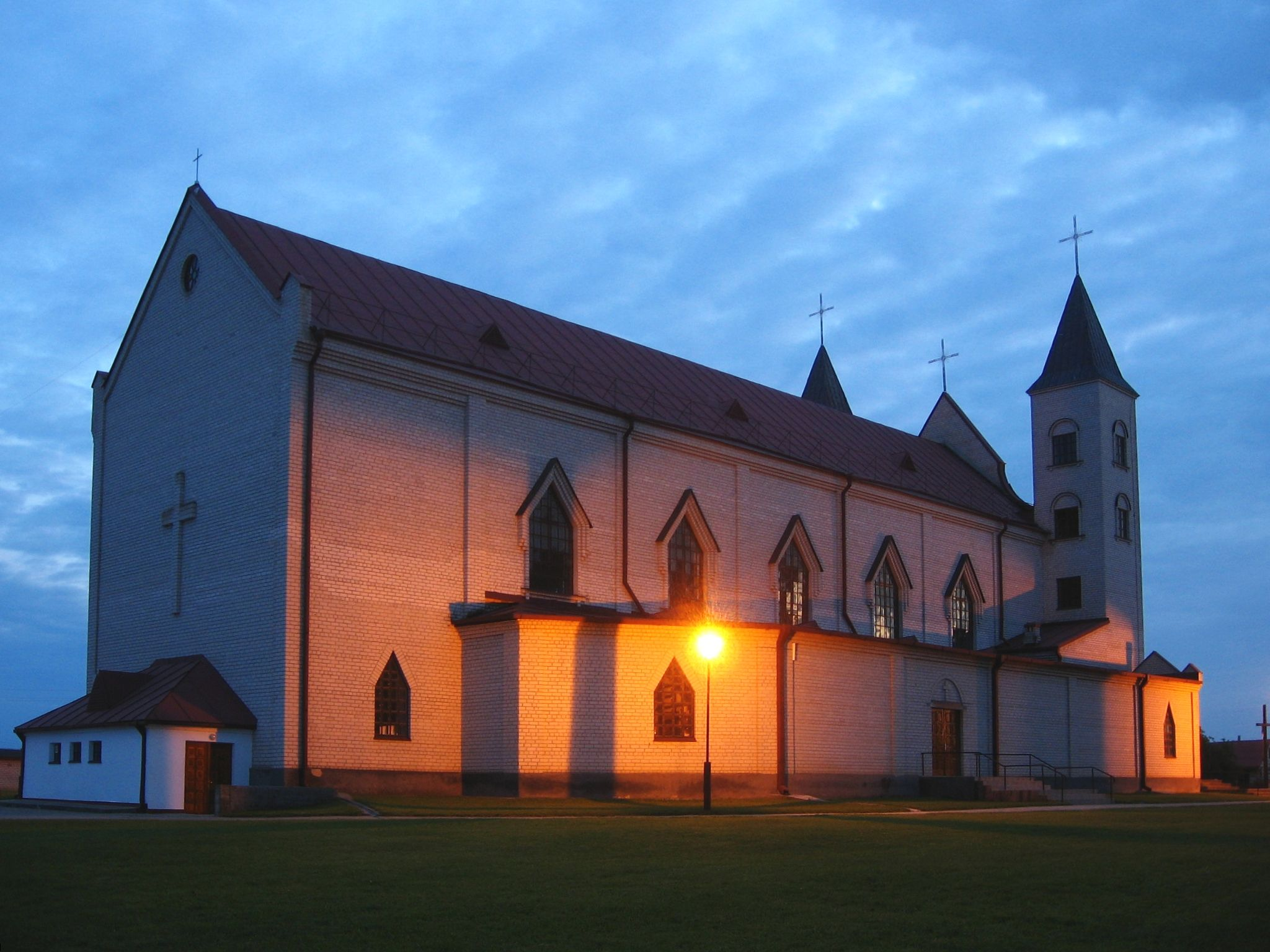
Костел

Во́роново або Веренів (біл. Воранава, Вярэнаў) — селище міського типу в Гродненській області Білорусі. Адміністративний центр Вороновського району. Населення селища становить 6,5 тис. осіб (2006).
| Білорусь | Це незавершена стаття з географії Білорусі. Ви можете допомогти проєкту, виправивши або дописавши її. |